# Cassandra's Dream (film)
Cassandra's Dream is een Amerikaans-Brits-Franse misdaad-thriller uit 2007 geschreven en geregisseerd door Woody Allen. Het was de derde film die hij opnam in Londen met Britse acteurs, na Match Point (2005) en Scoop (2006). De gelijknamige filmmuziek is gecomponeerd door de Amerikaanse componist Philip Glass.
De filmtitel slaat op de naam die de twee hoofdpersonages geven aan een tweedehands zeilbootje, dat ze in het begin van het verhaal samen kopen.

## Verhaal
Ian (Ewan McGregor) en Terry (Colin Farrell) zijn de twee zoons van een Ierse vader (John Benfield) die met moeite zijn hoofd financieel boven water houdt. Waar Ian zijn toekomst vooral als investeerder in hotels ziet, repareert Terry auto's en boekt hij grove winsten met pokeren en wedden op hondenraces. Dit gaat alleen flink fout wanneer hij in een partijtje poker 30.000 pond wint en vervolgens overmoedig wordt. De eerstvolgende keer verliest hij namelijk al zijn winst weer én komt hij voor 90.000 pond in de schuld te staan bij malafide woekeraars. Ian kan hem niet helpen, want die heeft vooralsnog alleen plannen en weinig financiën. Zo leent hij de dure auto's waarin hij rijdt bij zijn broers garage om zichzelf beter voor te doen dan hij is ten opzichte van Angela (Hayley Atwell), een aspirerend actrice op wie hij een oogje heeft.
De oplossing lijkt zich aan te bieden als hun moeders (Clare Higgins) broer Howard (Tom Wilkinson) schrijft dat hij op bezoek komt. Deze heeft een fortuin vergaard met het opzetten van praktijken voor plastische chirurgie en heeft zijn familie altijd financieel mee laten delen in zijn successen. Zo stuurde Howard enkele dagen daarvoor nog 1000 pond aan Ian en Terry's moeder voor haar verjaardag.
Wanneer Howard aankomt, neemt hij zijn hele familie mee uit eten en blijkt hij bereid naar Ian en Terry te luisteren. Ze leggen uit dat ze geld nodig hebben om Terry's schuld af te betalen en om te investeren in hotels 'die zeker winst opleveren'. Howard is bereid te helpen, maar vraagt zelf ook een 'gunst' van de broers. Zijn voormalig werknemer Martin Burns (Philip Davis) heeft namelijk belastende informatie over hem die zo erg is dat deze Howard zijn fortuin en mogelijk een levenslange gevangenisstraf kan kosten, vertelt hij. Hij wil dat de broers hem helpen door de man te laten 'verdwijnen' voor die met de politie gaat praten. Ian en Terry willen hier in eerste instantie niets van weten. Na een halve nacht woelen in hun bed, komen ze niettemin tot de conclusie dat ze geen keus hebben.
Na veel aarzeling gaan Ian en Terry daadwerkelijk over tot het doden van Burns. Ze plegen een schijnbaar perfecte moord. Niets leidt naar hen, er zijn geen getuigen van de daad en de moordwapens worden compleet vernietigd. Oom Howard houdt zich ook aan zijn deel van de afspraak, waardoor Ian verder kan als welvarend en succesvol man. Terry's schulden worden afbetaald en Howard biedt hem daarbij aan een sportzaak te financieren wanneer hij dat wil. Voor Ian is er met het daadwerkelijk plegen van de moord een last van de schouders gevallen en hij geniet samen met Angela met volle teugen van zijn leven. Terry daarentegen wordt compleet verteerd door hun geheim. Hij raakt depressief, slikt steeds meer pillen, drinkt steeds meer alcohol en staat keer op keer op het punt zichzelf aan te geven bij de politie.

## Rolverdeling
- Ewan McGregor - Ian
- Colin Farrell - Terry
- John Benfield - Vader
- Clare Higgins - Moeder
- Ashley Madekwe - Lucy
- Andrew Howard - Jerry
- Hayley Atwell - Angela, Ians vriendin
- Sally Hawkins - Kate, Terry's vriendin
- Stephen Noonan - Mel
- Dan Carter - Fred
- Jennifer Higham - Helen
- Lee Whitlock - Mike
- Tom Wilkinson - Howard
- Philip Davis - Martin Burns